# 349-та піхотна дивізія (Третій Рейх)
349-та піхотна дивізія (Третій Рейх) (нім. 349. Infanterie-Division) — піхотна дивізія Вермахту, що входила до складу німецьких сухопутних військ у роки Другої світової війни.

## Історія з'єднання
349-та піхотна дивізія була сформована 25 листопада 1943 року в окупованому французькому місті Сент-Омер поблизу Кале на основі розгромленої 217-ї піхотної дивізії під час 21-ї хвилі мобілізації вермахту. Після завершення курсу підготовки виконувала завдання з окупації, безпеки та оборони прибережних районів, які все ще перебували в секторі Сен-Омер і Кале, у складі 15-ї армії групи армій «D». У квітні 1944 року 349-ту дивізію перекинули на Східний фронт.
У квітні 1944 року 349-ту дивізію було переведено на Східний фронт до складу XXXXVIII корпусу 4-ї танкової армії групи армій «Північна Україна». Її підрозділи утримували оборону в районі східніше Золочіва. В ході Львівсько-Сандомирської наступальної операції радянських військ дивізія була знищена. Офіційно її розформували 5 серпня 1944 року.

## Райони бойових дій
- Франція (листопад 1943 — квітень 1944);
- СРСР (центральний напрямок) (квітень  — серпень 1944);

## Командування

### Командири
- генерал-лейтенант Отто Ляш (25 листопада 1943 — 5 серпня 1944).

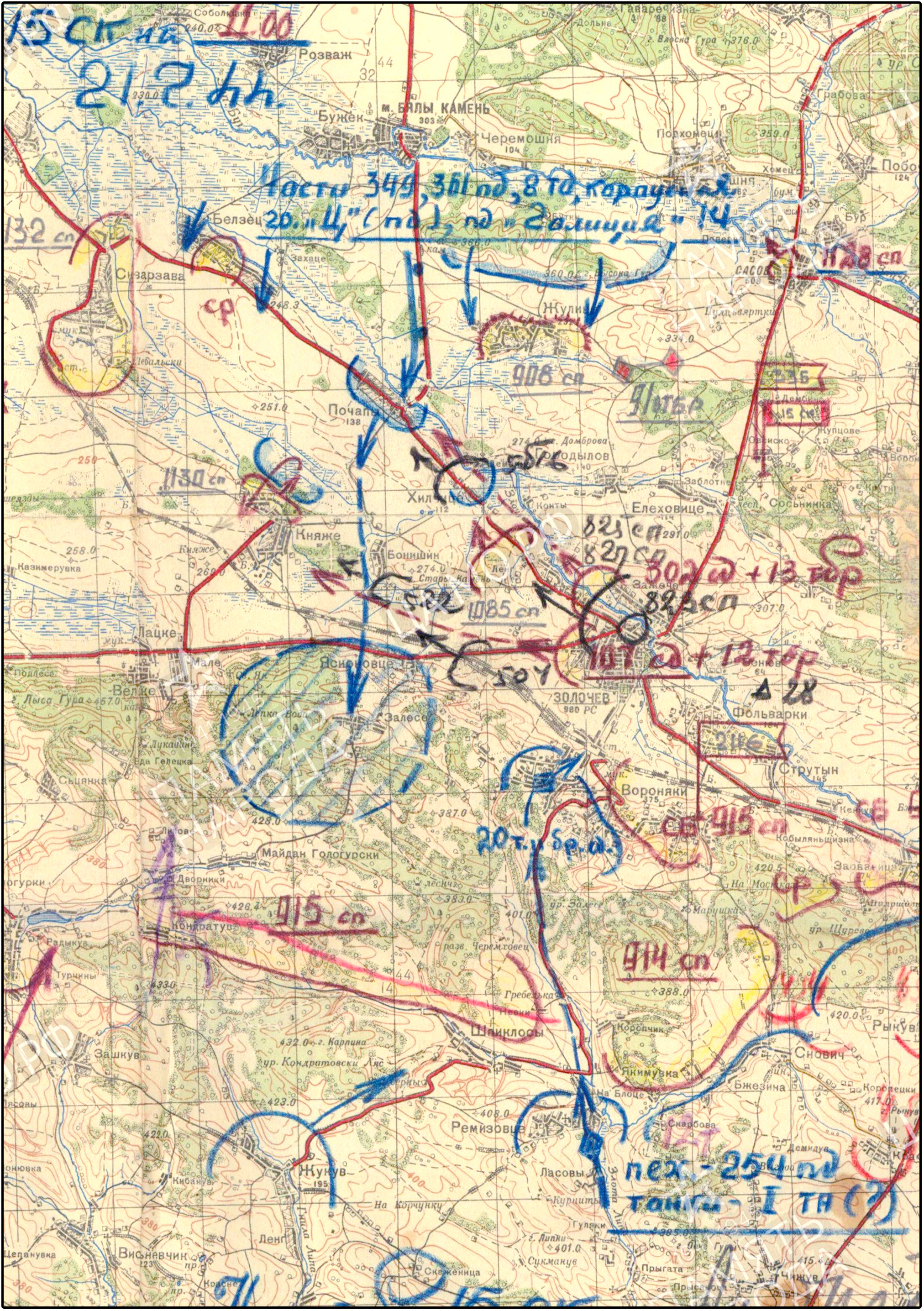
Карта боїв під Бродами, в яких 349-та дивізія була розгромлена. Липень 1944

### Підпорядкованість
| Час      | Корпус      | Армія | Група армій (округ)            | Штаб      |
| -------- | ----------- | ----- | ------------------------------ | --------- |
| 1943     |             |       |                                |           |
| листопад |             | 15 А  | Група армій «D»                | Сент-Омер |
| 1944     |             |       |                                |           |
| січень   |             | 15 А  | Група армій «D»                | Сент-Омер |
| квітень  | XXXXVIII тк | 4 ТА  | Група армій «Північна Україна» | Золочів   |
| червень  | XXXXVIII тк | 1 ТА  | Група армій «Північна Україна» | Броди     |

### Склад
| 1944                                |
| ----------------------------------- |
| 911-й гренадерський полк            |
| 912-й гренадерський полк            |
| 913-й гренадерський полк            |
| 349-й артилерійський полк           |
| 349-й протитанковий дивізіон        |
| 349-й запасний батальйон            |
| 349-й фузилерський батальйон        |
| 349-й інженерний батальйон          |
| 349-й дивізійний батальйон зв'язку  |
| Управління постачання 349-ї дивізії |